# Cobubatha damozelo
Cobubatha damozelo là một loài bướm đêm trong họ Noctuidae.